# 霍尔茨本格
霍尔茨本格（德語：Holzbunge）是德国石勒苏益格－荷尔斯泰因州的一个市镇。总面积5.19平方公里，总人口335人，其中男性165人，女性170人（2011年12月31日），人口密度65人/平方公里。